# Bracon rotundigaster
Bracon rotundigaster är en stekelart som beskrevs av Granger 1949. Bracon rotundigaster ingår i släktet Bracon och familjen bracksteklar. Inga underarter finns listade.